# Бережновское сельское поселение
Бережно́вское се́льское поселе́ние — муниципальное образование в составе Николаевского района Волгоградской области.
Административный центр — село Бережновка.

## История
Бережновское сельское поселение образовано 14 февраля 2005 года в соответствии с Законом Волгоградской области № 1005-ОД.

## Население
| 2010  | 2012  | 2013  | 2014  | 2015  | 2016  | 2017  |
| ----- | ----- | ----- | ----- | ----- | ----- | ----- |
| 1744  | ↘1715 | ↘1703 | ↘1688 | ↘1667 | ↘1632 | ↘1606 |
| 2018  | 2019  | 2020  | 2021  |       |       |       |
| ↘1572 | ↗1582 | ↘1572 | ↘1554 |       |       |       |

## Состав сельского поселения
| № | Населённый пункт | Тип населённого пункта       | Население |
| - | ---------------- | ---------------------------- | --------- |
| 1 | Бережновка       | село, административный центр | 1639      |
| 2 | Заволжский       | посёлок                      | 105       |